# Intel 8748
Intel 8748 je jednočipový mikropočítač rodiny MCS-48 firmy Intel uvedený na trh roku 1976. Je téměř totožný s verzí Intel 8048, jen má jednu výraznou odlišnost: namísto programové paměti ROM, která je už od výroby přednastavená, byl použit typ EPROM, který je zapisovatelný několikrát, před programovaním ale je nutné zkontrolovat či je Eprom tzv."čistá", jinak je nutné zmazat obsah Eprom UV paprskem. Základní údaje:
- Obsahuje 2 čítače/časovače
- Vnitřní paměť dat RAM je 64 bajtů
- Paměť programu EPROM o velikost max. 1024 bajtů
- 27 I/O portů
- Oscilátor je součástí čipu

Sovětský svaz vyráběl svůj klon pod označením KM1816VE48.